# Lars Hünich
Lars Hünich (* 1971 in Dresden, DDR) ist ein rechtsextremer deutscher Politiker der AfD. Er ist seit 2019 Mitglied im Landtag Brandenburg.

## Leben
Hünich absolvierte eine Ausbildung zum Maschinen- und Anlagenmonteur. Von 2006 bis 2014 war Hünich Mitglied der Linkspartei.
Bei der Landtagswahl in Brandenburg 2019 kandidierte Hünich im Landtagswahlkreis Brandenburg an der Havel I/Potsdam-Mittelmark I und über die Landesliste der AfD Brandenburg in den Landtag Brandenburg ein. Hünich war von 2017 bis 2019 Landesgeschäftsführer der AfD Brandenburg. Bei der Landtagswahl 2024 zog er erneut über die Landesliste in den Landtag ein. Seit Januar 2025 ist er dort Vorsitzender im Ausschuss für Land- und Ernährungswirtschaft, Umwelt und Verbraucherschutz. Er wohnt mit seiner Familie in Borkwalde.

## Positionen
Im Januar 2024 erklärte Hünich bei einem Bürgerstammtisch der AfD: „Wenn wir morgen in einer Regierungsverantwortung sind, dann müssen wir diesen Parteienstaat abschaffen.“ Zudem ergänzte er: „Wir brauchen keine Parteien, die von dem Staat bezahlt werden, den sie eigentlich kontrollieren und lenken sollen.“ In der folgenden Innenausschuss-Sitzung im Landtag von Brandenburg, bei der die Aussagen auf der Tagesordnung standen, erklärte der Chef des brandenburgischen Verfassungsschutzes, Jörg Müller, das im TV gezeigte Video der Rede werde nun in die Bewertung zur Einstufung der AfD hinsichtlich Rechtsextremismus mit einfließen. Später erklärte Hünich auf Twitter, seine Äußerungen seien aus dem Kontext gerissen, aber er wolle „diesen Parteienstaat“ abschaffen. Denn der Begriff umschreibe, dass „Parteien sich die Institutionen, die Behörden, die Ministerien, die Zivilgesellschaft quasi unter sich aufteilen“. Die Landtagsfraktion der AfD stellte sich hinter Hünich.